# Las locas del conventillo (María y la otra)
Las locas del conventillo (María y la otra) és una pel·lícula de l'Argentina en blanc i negre dirigida per Fernando Ayala segons el guió de Gius que es va estrenar el 21 de setembre de 1966 i que va tenir com a protagonistes a Analía Gadé, Alberto de Mendoza, Vicente Parra i Concha Velasco. Es va exhibir amb els títols alternatius de Las locas del conventillo i de María y la otra.

## Sinopsi
En la dècada de 1920, dues dones arriben d'Espanya a Buenos Aires: una es casa amb un lleter i l'altra s'uneix a una banda de pinxos.

## Repartiment
- Analía Gadé …Lola
- Alberto de Mendoza…Manuel
- Vicente Parra…Manolo
- Concha Velasco…María
- Olinda Bozán
- Mecha Ortiz
- Irma Córdoba
- Pepita Muñoz
- Jorge Sobral
- Paula Galés
- Rosángela Balbo
- Pancho Ibáñez
- Antonio Provitilo
- Raúl Ricutti
- Cacho Espíndola
- Calígula
- Lalo Malcolm
- Jesús Pampín
- Rosángela Balbó
- Eduardo Bergara Leumann como Juan Fernández

## Comentaris
La Nación va dir:
| « | ”Alegre i divertida caricatura del Buenos Aires de fa 40 anys….El llibre de Gius enginyós i espurnejant ha estat desenvolupat per F. Ayala amb indubtable eficàcia, amb excel·lent bon humor.” | » |

La Prensa va escriure:
| « | ”La pel·lícula té tots els elements atraients del sainet divertit i pintoresc.” | » |

Manrupe i Portela escriuen:
| « | ”Dins de la línia comercial d'Ayala, amb elements i producció hispano-argentins i alguns bons moments còmics”. | » |